# Lane-Ryrs distrikt
Lane-Ryrs distrikt är ett distrikt i Uddevalla kommun och Västra Götalands län. 
Distriktet ligger nordost om Uddevalla. 

## Tidigare administrativ tillhörighet
Distriktet inrättades 2016 och utgörs av socknen Lane-Ryr i Uddevalla kommun. 
Området motsvarar den omfattning Lane-Ryrs församling hade vid årsskiftet 1999/2000.